# Nya elementarskolan i Ängby
Nya elementarskolan i Ängby var en realskola i Västerort verksam från 1943 till 1950.

## Historia
Skolan inrättades 1943 som Ängby samrealskola (även benämnd Ängby läroverk).  Den fick 1947 namnet Nya elementarskolan i Ängby och sammanslogs 1950 med Nya elementarskolan och tog då det senare namnet. 
Realexamen gavs från 1947 till 1950.
Skolan huserade först i Alviksskolans lokaler, 1944 i lokaler vid  Riksbyvägen 1947 i Abrahamsberg i Abrahamsbergsskolan och från 1948 i den nyuppförda skolan vid nuvarande Bergslagsvägen 80.